# 杨汝岱
杨汝岱（1926年12月1日—2018年2月24日），汉族，四川仁寿人，中国共产党、中华人民共和国政治人物，原副国级领导人。曾任中共四川省委书记，中国共产党第十二届中央委员、第十三届中央政治局委员，中国人民政治协商会议第八届、九届全国委员会副主席，中共第十四、十五大代表，第四、八届全国人大代表。

## 生平
杨汝岱于1950年1月参加工作，1952年8月加入中国共产党。曾任四川省仁寿县方家区副区长、工委书记、区委副书记。1954年任四川省仁寿县委组织部副部长，1956年起任仁寿县委副书记、县委书记。1970年至1976年任仁寿县革命委员会副主任。期间领导十万仁寿人民修建了被誉为“川西第一海，成都后花园”的黑龙滩水库，水库蓄水3.6亿立方米，幅员23.6平方公里，这也是仁寿县乃至眉山市迄今为止最大的一项水利工程。
1977年任四川省乐山地委书记、地区革委会副主任等职。1978年后，又任四川省革命委员会副主任，四川省副省长，中共四川省委书记处书记、常务书记。1982年12月，经中共中央批准，四川省委废除省委第一书记头衔，省委主要负责人改称“省委书记”，杨汝岱成为四川省委废除第一书记后首任作为主要负责人的书记，此时距四川省第四次党代会仅一个月。
1983年2月5日至1993年4月7日，担任中共四川省委书记。1987年11月2日至1992年10月18日，杨汝岱任第十三届中共中央政治局委员，并且继续兼任四川省委书记。自1993年3月27日起，任第八、九届全国政协副主席。2003年3月14日，卸任全国政协副主席职务，任中华诗词学会名誉会长。
2018年2月24日17时28分，杨汝岱因病在北京逝世，享年92岁。官方对他的评价是：“中国共产党的优秀党员，久经考验的忠诚的共产主义战士，我国农业和经济建设战线的杰出领导人”。2018年3月2日上午，杨汝岱的遗体在北京市八宝山革命公墓火化。